# Kankō Maru
Le Kankō Maru (観光丸, Kankōmaru) est le premier navire de guerre à vapeur japonais. Il s'agissait d'un trois-mâts barque hollandais de 65,80 m, équipé d'une machine à vapeur à charbon auxiliaire tournant une roue à aubes latérale.

## Histoire
Après la fin forcée de la politique d'isolement du Japon par le commodore Matthew Perry en 1854, le Shogunat Tokugawa s'est tourné vers les Néerlandais, leurs uniques partenaires commerciaux occidentaux depuis 200 ans, pour obtenir des bateaux modernes pour parer la menace perçue par l'Occident et ses « navires noirs ».
Janus Henricus Donker Curtius, à la tête de la Société de commerce néerlandaise au Japon a facilité les achats. Donker Curtius a demandé un des navires de guerre de la Koninklijke Marine des Indes orientales néerlandaises pour le présenter au gouvernement japonais. Le vaisseau de guerre hollandais de 6 canons de 1850 appelé Soembing (スームビング), le nom d'un volcan indonésien, a été envoyé avec le capitaine naval Gerhardus Fabius pour présenter aux Japonais les techniques de navigation en 1854, et le bateau a été officiellement présenté au gouvernement du shogun Iesada Tokugawa à Nagasaki au nom du roi hollandais, Guillaume III, en 1855. Ce cadeau était sujet de débats passionnés dans le gouvernement. Il a été rebaptisé Kankō Maru (観光丸), d'après le Yi Jing : Kankoku shi kō (觀國之光, pour apporter la lumière au pays).
Le Kankō Maru a été transformé en bateau-école et assigné au tout nouveau Centre d'entraînement naval de Nagasaki, sous la direction de Naoyuki Nagai (永井尚志). 22 marins hollandais, sous le commandement du lieutenant G. C. C. Pels Rijken, s'occupaient de la formation, et cette formation passa sous la direction du lieutenant Willem Huyssen van Kattendijke, qui était arrivé au Japon sur le Kanrin Maru. C'était la première fois que les Japonais recevaient un entraînement militaire officiel des Néerlandais.
Il a alors été transféré au nouveau centre d'entraînement naval d'Edo en avril 1857, avec un équipage uniquement japonais de 103 étudiants. Après la restauration de Meiji, il est devenu l'un des premiers bateaux de la marine impériale japonaise naissante. il est resté basé à l'Académie navale japonaise impériale à Tsukiji, Tokyo jusqu'à ce qu'il soit détruit en 1876.

## Réplique

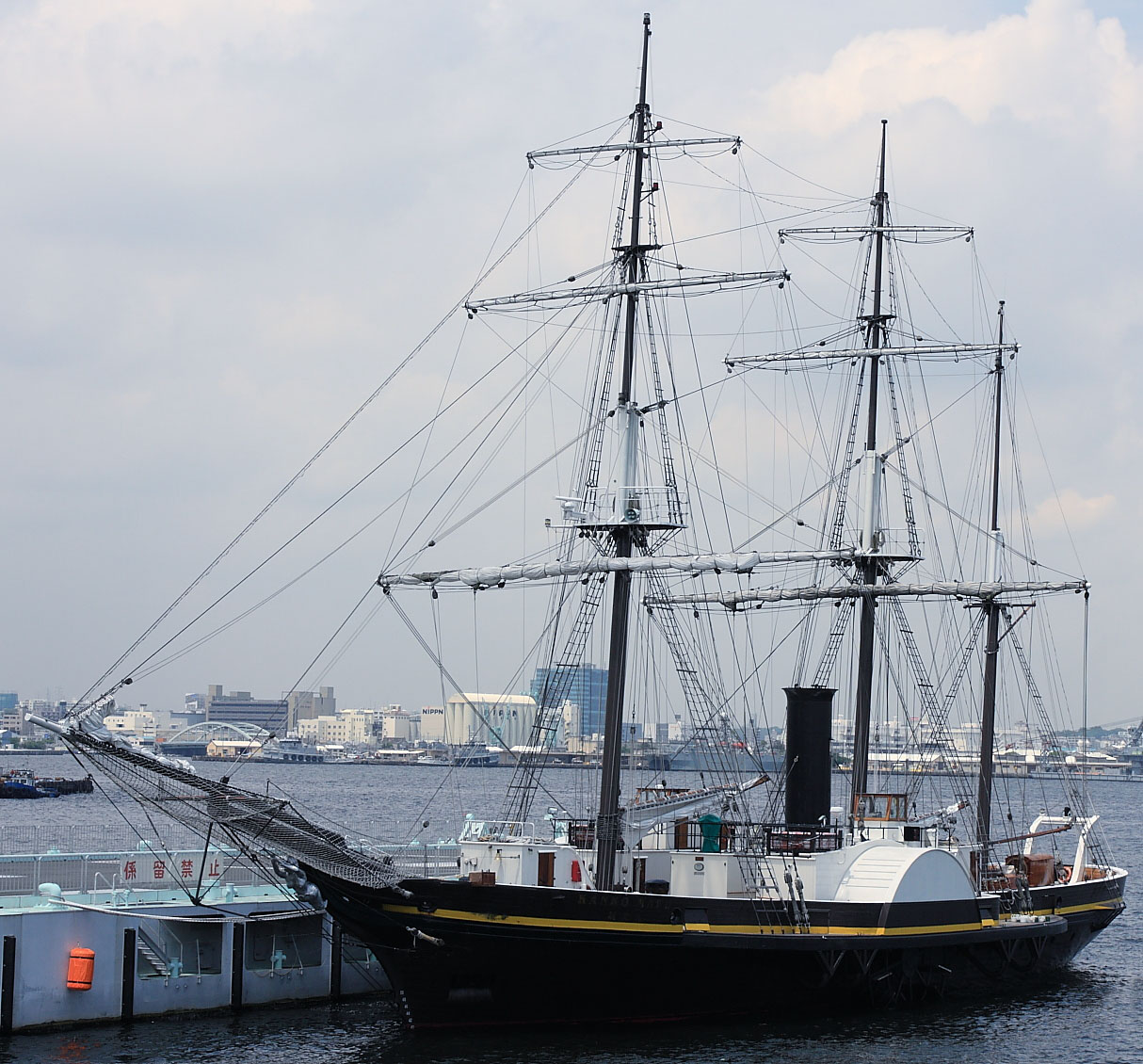
Kankō Maru (réplique)

Une reproduction fidèle de l'original a été construite aux chantiers navals de Verolme aux Pays-Bas en 1987, basée sur les plans originaux du Soembing, préservés au musée maritime national à Amsterdam.
Lancé en 1988, la réplique a été employée comme bateau de tourisme dans le parc d'attraction de Huis Ten Bosch à Sasebo, Nagasaki, et navigua depuis le long de la côte du Japon. Le bateau exige un équipage de 14 hommes et peut transporter jusqu'à 300 passagers sur des croisières courtes.

## Projet de vaisseau spatial
Kankoh-maru (en) est également le nom d'un projet japonais de vaisseau spatial pour le tourisme de l'espace des années 1990.